# Xã Logan, Quận Sioux, Iowa
Xã Logan (tiếng Anh: Logan Township) là một xã thuộc quận Sioux, tiểu bang Iowa, Hoa Kỳ. Năm 2010, dân số của xã này là 784 người.